# Полквил (Мисисипи)
Полквил (енгл. Polkville) град је у америчкој савезној држави Мисисипи.

## Демографија
По попису из 2010. године број становника је 833, што је 701 (531,1%) становника више него 2000. године.
| Група             | 2000.       | 2010.       |
| Белци             | 120 (90,9%) | 749 (89,9%) |
| Афроамериканци    | 12 (9,1%)   | 76 (9,1%)   |
| Азијати           | 0 (0,0%)    | 4 (0,5%)    |
| Хиспаноамериканци | 0 (0,0%)    | 2 (0,2%)    |
| Укупно            | 132         | 833         |